# František Brůna
František Brůna   (Dolní Kralovice, 13 d'octubre de 1944 - Benešov, 24 d'abril de 2017) fou un jugador d'handbol txecoslovac, que va competir durant les dècades de 1960 i 1970.
El 1972 va prendre part en els Jocs Olímpics de Múnic, on guanyà la medalla de plata en la competició d'handbol. En el seu palmarès també destaquen una medalla de bronze i una d'or al Campionat del Món de 1964 i 1967 respectivament.